# OSI-Gruppe
Die OSI-Gruppe ist ein US-amerikanisches international tätiges Unternehmen der Nahrungsmittelindustrie mit Hauptsitz in Aurora (Illinois). Chairman und CEO ist Sheldon Lavin.
OSI ist ein in 75 Ländern tätiger Hauptlieferant des McDonald’s-Konzerns für Fleischprodukte.
Die Unternehmensgruppe beschäftigte nach eigenen Angaben 2005 weltweit rund 19.000 Mitarbeiter in 25 Ländern, in 50 Betrieben mit 77 Produktionsstätten. Ihre Geschäfts-Aktivitäten in mehr als 85 Nationen erzielten weltweit im gleichen Zeitraum rund 2,3 Mrd. US-Dollar Umsatz. Bis 2014 konnte das Unternehmen den Umsatz auf 6,1 Mrd. US-Dollar steigern.

## Geschichte
OSI wurde 1909 von dem deutschstämmigen Otto Kolschowsky als kleines Familienunternehmen in Chicago gegründet. 1917 erweiterte es seine Tätigkeit auf den Großhandel mit Fleischprodukten und wurde schließlich 1928 in Otto & Sons umbenannt. OSI wurde 1955 als Lieferant für die erste McDonald’s-Filiale in Chicago, Illinois tätig, 1975 in OS Industries umbenannt und erweiterte seine Tätigkeit bis in die 1990er Jahre auf Europa, Asien und Australien.

## Struktur
In Westeuropa betreibt die Unternehmensgruppe 13 Produktionsstätten und beliefert nach eigenen Angaben 11 Märkte, in Zentral- und Osteuropa 7 Produktionsstätten und 19 Märkte.
In Deutschland ist die Gruppe als OSI Foods GmbH & Co. KG mit Sitz in Gersthofen aktiv, zu der unter anderem das Tochterunternehmen OSI Food Solutions Germany GmbH (früher Esca Food Solutions, Esca GmbH & Co. KG) mit Sitz in Günzburg gehört. Deutsche Produktionsstandorte finden sich im bayerischen Günzburg, Bad Iburg und Duisburg.

## Vertrieb
Die OSI-Gruppe liefert heute Produkte und Dienstleistungen an 85 % der McDonald’s-Restaurants in über 75 Ländern und ist auch Lieferant der Yum! Brands (KFC, Pizza Hut, Taco Bell). Außerdem beliefert das Unternehmen auch unter mehreren Handelsmarken den deutschen Einzelhandel.
Die Unternehmensgruppe ist ein prägnantes Beispiel für die zunehmende Internationalisierung der Warenströme im internationalen Geschäft mit Lebensmitteln.